# سیریل پورتر
سیریل پورتر (انگلیسی: Cyril Porter; ۱۲ ژانویهٔ ۱۸۹۰ – ۱۶ ژانویهٔ ۱۹۶۴) ورزشکار دو و میدانی اهل بریتانیا بود.